# Stare Łysogórki

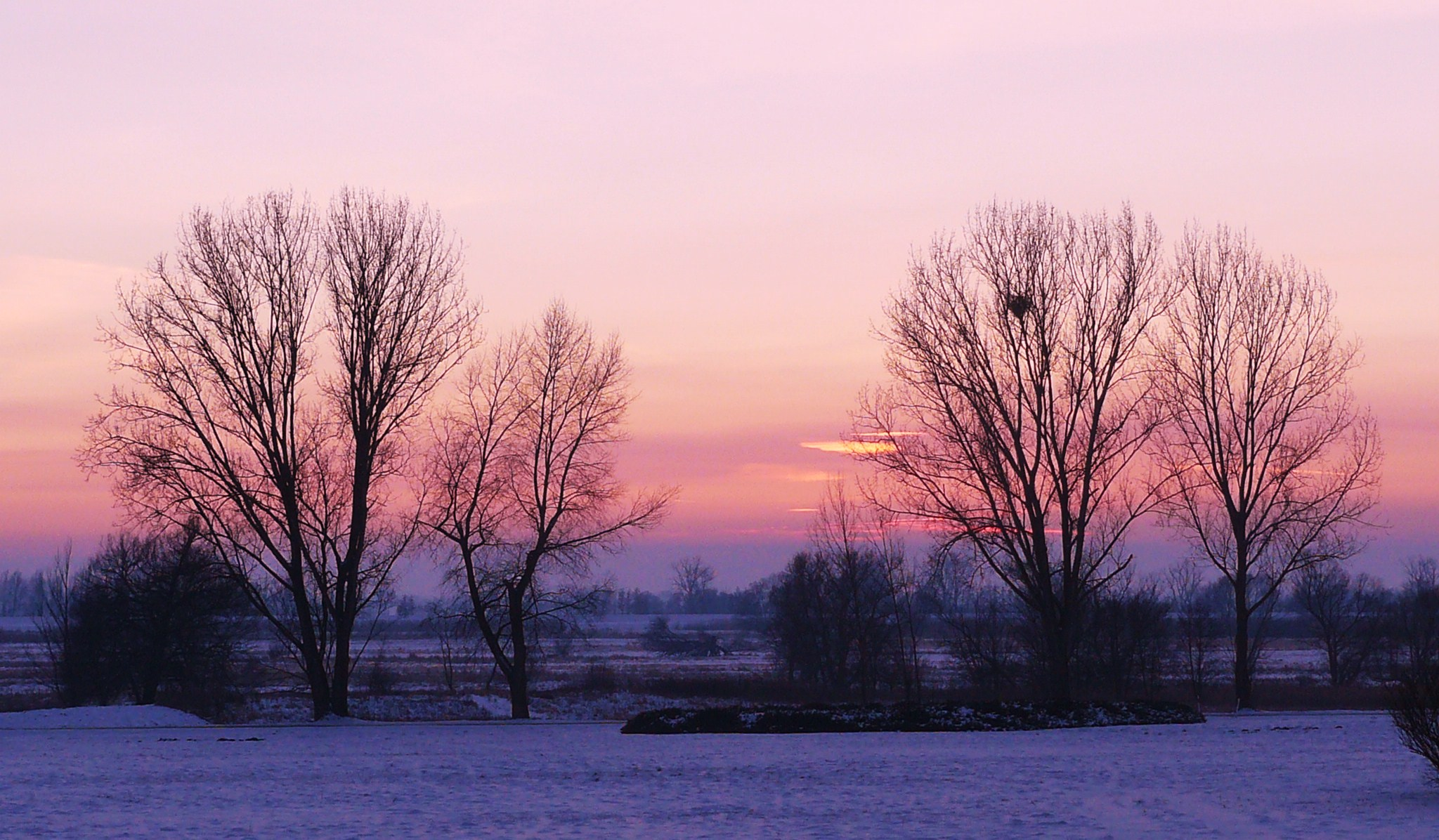
Widok na Odrę

Stare Łysogórki (do 1945 niem. Alt Lietzegöricke) – wieś w Polsce położona w województwie zachodniopomorskim, w powiecie gryfińskim, w gminie Mieszkowice. Według danych z 2015 r. liczyła 400 mieszkańców.
Miejscowość znajdowała się od ok. 1250 r. na terytorium powstałej Nowej Marchii, pierwsza wzmianka pochodzi z 1335 r. Od końca XVI w. wchodziła w skład domeny państwowej w Cedyni. Od 1945 r. leży w granicach Polski. We wsi znajduje się Muzeum Pamiątek 1 Armii Wojska Polskiego.

## Układ przestrzenny
Miejscowość zachowała czytelny układ wielodrożnicowy, o kompozycji geometrycznej, ukształtowanej w sposób osiowy. Podstawą założenia są trzy równoległe drogi, połączone poprzecznymi ciągami komunikacyjnymi. Zabudowa posiada ubytki wzdłuż środkowego ciągu architektonicznego, po działaniach wojennych 1945 nie zachował się m.in. kościół i szpital. Znaczny udział w zachowanej zabudowie zajmują domy ryglowe z XIX w., z elementami zabytkowej stolarki, usytuowane wzdłuż głównej drogi wiejskiej. W zabudowie dominują zagrody 3-budynkowe, z chałupami lokowanymi na froncie parceli oraz stodołami w głębi działki. W płn.-wsch. części wsi ulokowane są małe, 2-budynkowe zagrody, o niewielkiej skali obiektów. Dawna zagroda młyńska położona pierwotnie na skraju doliny Słubi została wyburzona, obecnie jej położenie w terenie pozostaje nieczytelne. W otoczeniu wsi znajdował się śródleśny cmentarz ewangelicki, dzisiaj słabo czytelny, z resztkami nagrobków i krypt.

## Toponimia
Nazwa wsi na przestrzeni wieków: Lytegorike 1335; Glitzick gorikin 1337; Lutzgorike 1338; Litzegercke 1368

## Historia
- VIII-poł. X w. – w widłach Odry i dolnej Warty znajdowała się odrębna jednostka terytorialna typu plemiennego, prawdopodobnie powiązana z plemieniem Lubuszan. Na północy od osadnictwa grupy cedyńskiej oddzielały ją puszcze: mosińska (łac. merica Massen) i smolnicka (łac. merica Smolnitz). Mieszkańcy zajmowali się gospodarką rolniczo-hodowlaną.
- 960–972 – książę Mieszko I opanował tereny nadodrzańskie, obejmujące obręb późniejszej kasztelani cedyńskiej, ziemię kiniecką i kostrzyńską
- 1005 (lub 1007) – Polska traci zwierzchność nad Pomorzem, w tym również nad terytorium w widłach Odry i dolnej Warty
- 1112–1116 – w wyniku wyprawy Bolesława Krzywoustego, Pomorze Zachodnie uznaje zwierzchność lenną Polski[potrzebny przypis]
- pocz. XIII w. – obszar na północ od linii Noteci-Dolnej Warty i zachód od Gwdy w dorzeczu Myśli, Drawy, środkowej Iny, stanowił część składową księstwa pomorskiego; w niewyjaśnionych okolicznościach został przejęty przez księcia wielkopolskiego Władysława Laskonogiego, a następnie jego bratanka, Władysława Odonica
- 1250 – margrabiowie brandenburscy z dynastii Askańczyków rozpoczęli ekspansję na wschód od Odry; z zajmowanych kolejno obszarów powstała następnie Nowa Marchia
- 2. poł. XIII w. – zbudowano kościół
- 1320–1323 – po wygaśnięciu dynastii askańskiej, Nowa Marchia przeszła przejściowo we władanie książąt pomorskich
- 1323 – władzę w Nowej Marchii objęli Wittelsbachowie
- 1335 – margrabia Ludwig przekazał Bolle von Stendalowi, mieszczaninowi z Chojny, pakt (rodzaj podatku) z młyna w Lytegorike, będącego własnością Nycolausa Albusa; potwierdzenie tego faktu dla synów mieszczanina następiło w 1338
- 1337 – wzmianka w księdze ziemskiej margrabiego brandenburskiego Ludwika Starszego pod nazwą Glitzick gorikin, w ziemi chojeńskiej: "Glitzick gorikin est totalier deserta, Slotz habet ibidem seruicium, habet XXXVI mansos"[3] – wieś jest całkowicie opuszczona, Slotz posiada w niej dobra, wieś liczy 36 łanów (mansos)
- 1368, 24 marca – margrabia Otto potwierdził Henningowi Plötz połowię wsi, którą opuścił Erich von Fiddichow[4]
- 1402–1454/55 – ziemie Nowej Marchii pod rządami zakonu krzyżackiego
- 1433 – podczas wojny polsko-krzyżackiej, okoliczne tereny zostały zdobyte i splądrowane przez husytów
- 1535–1571 – za rządów Jana kostrzyńskiego Nowa Marchia stała się niezależnym państwem w ramach Świętego Cesarstwa Rzymskiego
- 1538 – margrabia Jan kostrzyński oficjalnie wprowadził na terenie Nowej Marchii luteranizm jako religię obowiązującą
- 1536–88 – wieś należała do rodu von Uchtenchagen
- 1588 – część wsi należąca do Uchtenhagenów została zakupiona przez margrabiego brandenburskiego
- 1592 – połowa wsi należąca do rodu Schönbeck została zakupiona przez margrabiego brandenburskiego, po czym całość zostaje wcielona do domeny elektorskiej w Cedyni
- 1701 – powstało Królestwo Prus
- 1750 – kościół w Gozdowicach stał się filią parafii w Starych Łysogórkach
- 1806–1807 – Nowa Marchia pod okupacją wojsk napoleońskich; na mocy traktatu w Tylży w dniu 12 lipca 1807 wojska francuskie opuściły terytorium państwa pruskiego z wyjątkiem niektórych ważniejszych twierdz, pod warunkiem spłaty bądź zabezpieczenia nałożonej na Prusy kontrybucji wojennej.
- 1807–1811 – reformy gospodarcze Steina–Hardenberga dotyczące zniesienia poddaństwa chłopów w Prusach (najpierw w królewszczyznach, następnie w dobrach prywatnych); w zamian za uwłaszczenie dziedzic otrzymywał od chłopa odszkodowanie pieniężne, w postaci robocizny w określonym czasie lub części ziemi, przy czym to nie mogło przekroczyć połowy gospodarstwa chłopskiego
- 1809 – wieś liczyła 750 mieszkańców i 96 domów mieszkalnych (sołtys, 3 gospodarstwa chłopskie, 25 zagrodników, 36 komorników, 22 rybaków, kowal, tartak, młyn wodny)
- 1815–1818 – reformy administracyjne Prus zmieniły strukturę Nowej Marchii; wieś należała do powiatu Chojna, w rejencji frankfurckiej, w prowincji brandenburskiej
- 1816 – obowiązek uwłaszczenia chłopów w Prusach ograniczono do gospodarstw sprzężajnych, tj. posiadających co najmniej dwa zwierzęta pociągowe (konie lub woły)
- 1822 – spaliła się większość zagród, które miały wówczas łączony program użytkowy; od tego czasu stawiano wolnostojące chałupy i budynki gospodarcze
- 1850 – uwłaszczenie chłopów w Prusach rozszerzono na wszystkie gospodarstwa chłopskie, aczkolwiek do tego czasu wielu chłopów zostało przez panów usuniętych z ziemi lub zbankrutowało
- poł. XIX w. – regulacje uwłaszczeniowe, na gruntach wsi utworzono królewski folwark leśny o powierzchni 5442 ha
- 1871–1918 – Nowa Marchia w ramach zjednoczonego Cesarstwa Niemieckiego
- koniec XIX w. – rozbudowa wsi w związku z lokowaniem obiektów o charakterze letniskowym; 944 mieszkańców i 169 domów.
- 1945 – kościół zniszczony w wyniku działań wojennych
- 1945, 7 lutego – zajęcie wsi przez 5 Armię 1 Frontu Białoruskiego
- 1945, 16 kwietnia – sforsowanie Odry w rejonie Czelina, Gozdowic, Siekierek, okupione krwią 1894 żołnierzy 1 Armii Wojska Polskiego
- 1965 – rozebrano kościół
- 1975–1998 – miejscowość należała administracyjnie do województwa szczecińskiego
- 1982–1983 – wybudowano obecny kościół
- 1986, 19 stycznia – powstanie parafii w Siekierkach, w skład której weszły miejscowości: Stara Rudnica, Stary Kostrzynek i Stare Łysogórki

| Imię i nazwisko                                        | Lata             |
| ------------------------------------------------------ | ---------------- |
| Slotz                                                  | 1337             |
| Erich von Fiddichow pół wsi                            | do 1368          |
| Henning Plötz pół wsi                                  | 1368-?           |
| von Uchtenchagen                                       | 1536-88          |
| elektor brandenburski państwo pruskie (domena Cedynia) | 1588, 1592-1811? |
| von Schönbeck                                          | do 1592          |

## Ludność
Liczba ludności w ostatnich 3 wiekach (wieś i majątek):

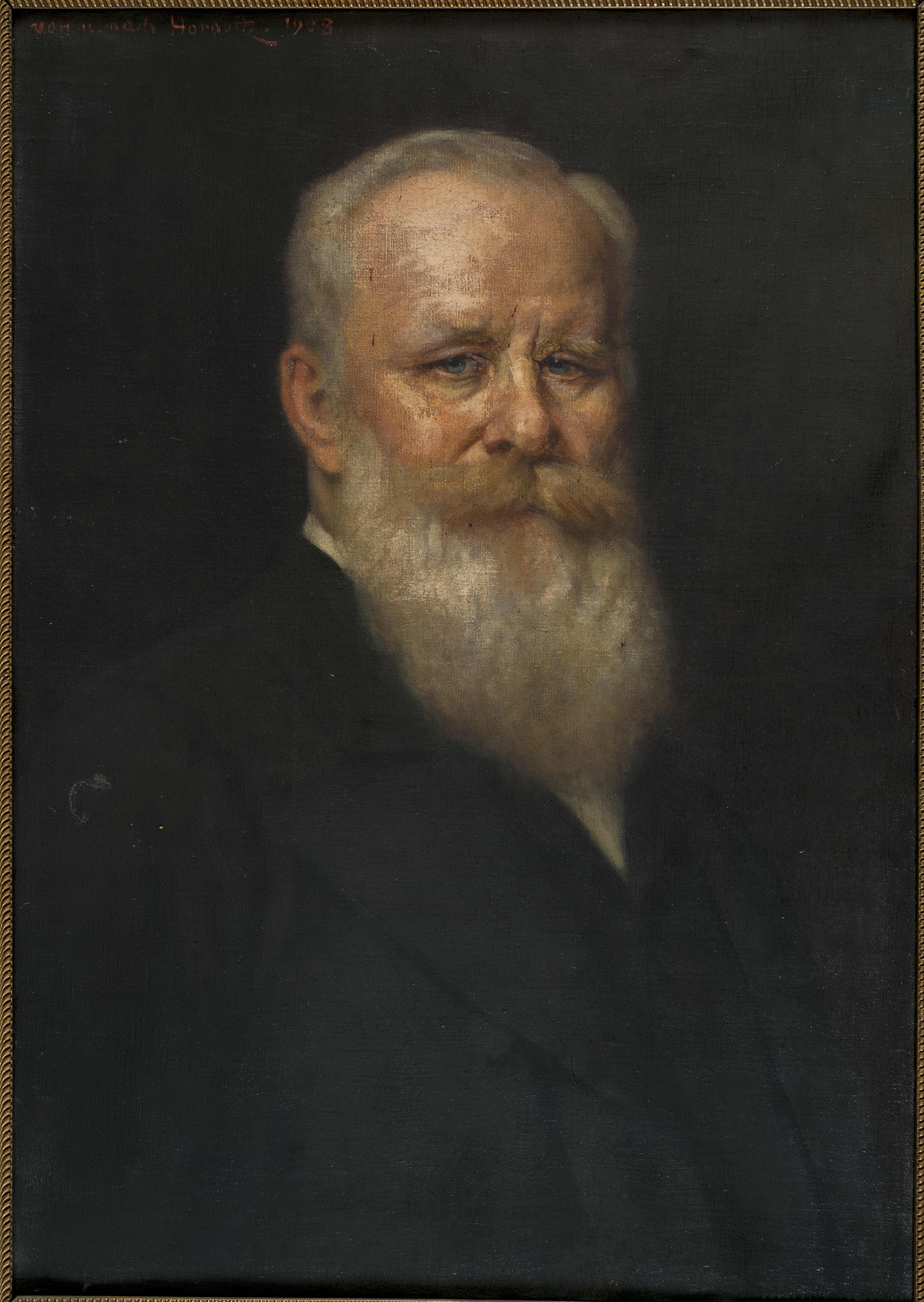
Hermann Nothnagel, ur. 1841 w Starych Łysogórkach, zm. 1905 w Wiedniu, niemiecki internista

## Gospodarka
- Przedsiębiorstwo produkcji opakowań drewnianych, wynajmu maszyn budowlanych, usług transportowych
- Zajazd „Odra”

## Organizacje i instytucje
- Sołectwo Stare Łysogórki – ogół mieszkańców wsi Stare Łysogórki stanowi Samorząd Mieszkańców Sołectwa; obszar 3741,34 ha
- Muzeum Pamiątek 1 Armii Wojska Polskiego,
- Fundacja Dom Rodzinny w Łysogórkach dla Upośledzonych Umysłowo Sierot pod wezwaniem Dzieciątka Jezus – ustanowiona aktem notarialnym nr 8000/1990 z dnia 12.12.1990, przez Marzenę i Arkadiusza Więcko. Statutowo Fundacja realizuje dwa zasadnicze cele: – długofalowy: przygotowanie stacjonarnego domu dla wspólnoty życia z udziałem osób niepełnosprawnych intelektualnie i wspieranie inicjatyw kulturalnych osób niepełnosprawnych intelektualnie w oparciu o prowadzony Zespół Piosenki Naiwnej; – doraźny: organizacja w oparciu o Dom „Jandrzejówka” (nazwa na cześć faktycznych fundatorów, księży Jana Kazieczko i Andrzeja Steckiewicza – ówczesnego kapelana ruchu „WiŚ” w Szczecinie) letniego wypoczynku dla szczecińskich wspólnot ruchu „Wiara i Światło”[10][11].
- Koło gospodyń wiejskich
- Filia Miejsko-Gminnej Biblioteki Publicznej w Mieszkowicach
- Ochotnicza straż pożarna
- Obręb leśny Łysogórki – należy do Nadleśnictwa Mieszkowice; pow. 7264 ha; szkółka gospodarcza

## Atrakcje turystyczne
- Muzeum Pamiątek 1 Armii Wojska Polskiego w Starych Łysogórkach; obok cmentarz wojenny w Siekierkach
- Głaz – pomnik z tablicą i kotwicą, ku czci saperów 1 Armii WP, którzy zorganizowali przeprawę przez Odrę
- Pomnik w formie kamiennej ściany z mapą Polski – za wsią, tuż przed Gozdowicami, postawiony w 1984; przedstawia szlak bojowy 1 Armii WP z Warszawy przez Kołobrzeg i Siekierki do Berlina.
- Punkt widokowy – na wzniesieniu przy Odrze; podczas forsowania Odry znajdował się tu punkt obserwacyjny 2 Pułku Artylerii; zrekonstruowany bunkier kamienno-drewniany (z bali sosnowych)
- Obiekty wpisane do rejestru zabytków – zagroda nr 6 (nr rej. 1205 z 19.11.1991), dom nr 25 (otoczenie; nr rej. 92 z 13.03.2002)[12]
- Obiekty wpisane do gminnej ewidencji zabytków – chałupy szachulcowe nr 5, 6 (oraz stodoła), 8 (zagroda), 13, 14, 15, 18, 19, 24, 26, 35, 39, 41, 46, 47, 48, 49, 51, 52, 53, 55, 60, 63, 64, 74, 75, 76; dawna plebania nr 68 (szach.); chałupy szachulcowo-murowane nr 9, 10, 11, 12, 32, dom mieszkalny nr 78 (szach./mur.), murowany budynek szkoły nr 28

## Okolice
- Jezioro Łysogórki, zlewnia Słubia, pow. 6,1 ha